# Maniac Dance
Maniac Dance es la primera canción del disco Stratovarius de la banda finlandesa, Stratovarius y sacaron un videoclip el 24 de julio del 2005 producido por el sello Sanctuary Records, Antti Jokinen fue el director del videoclip. El vídeo fue filmado el 15 de abril en Helsinki. Ep fue lanzado el 8 de agosto como una promoción para el álbum homónimo de la banda. Esta canción fue altamente criticada por sus fanes que los seguían desde el disco Episode, porque habían perdido la esencia del power metal y habían optado por tomar un sonido diferente al que les acostumbraban. La canción entró en el Top 20 de Finlandia y en el Top 20 de España, además también alcanzó a entrar en el top 100 en Suiza y Alemania. En Finlandia el sencillo llegó al puesto número 4 por cuatro semanas. 

## Lista de canciones
1. Maniac Dance  - 4:34
2. United (edit) - 5:28
3. Maniac Dance (Risto Asikainen Quantum mix) - 3:54
4. Maniac Dance (instrumental demo) - 4:39
5. Maniac Dance Video Clip (Director's Cut) - 4:50

## Personal
- Timo Kotipelto - Vocalista
- Timo Tolkki - Guitarra
- Jari Kainulainen - Bajo
- Jens Johansson - Teclado
- Jörg Michael - Batería

## Posiciones
| Chart (2005) | Posición |
| ------------ | -------- |
| Finlandia    | 4        |
| España       | 17       |
| Hitparade    | 82       |
| Alemania     | 93       |

- Datos: Q1041959